# Xia Yan
Xia Yan (chinois : 夏衍) (30 octobre 1900, Yuhang - 6 février 1995, Pékin) était un dramaturge, scénariste, journaliste et homme politique chinois. "Homme aux soixante pseudonymes", il est également connu sous les noms de Shen Naixi, Duanxuan ou Duanxian.

## Formation
Xia entra à l'École de l'Industrie de Zhejiang (浙江甲种工业学校), faculté technique de l'université de Zhejiang en 1915. Diplômé en été 1920, il part en septembre au Japon afin de compléter sa formation. En février 1921, il est admis à l'université Meiji des Neuf provinces, dans le cours d'électrotechnique, dont il sortit diplômé fin 1925 avec un grade de licencié.

## Activité politique
En 1919, lors du Mouvement du 4 mai, il organise avec ses camarades de classe le cortège défilant dans les rues de Hangzhou. Lors de ses études au Japon, il prend contact auprès des structures marxistes locales. Lorsqu'en 1924, Sun Yat-sen se rend au Japon afin de "discuter des affaires d'État" avec le Japon, Xia Yan et ses camarades de classe vont l'accueillir, et s'engage dans le Kuomintang. Après ses études, il prend part à la branche japonaise du Kuomintang, mais rentre ensuite à Wuhan, puis à Hong Kong. Découvrant et diffusant les travaux d'exil de Peng Zemin, il est d'abord détenu à Shanghai, puis destitué de sa carte du Kuomintang, en 1927.
Il entre au Parti communiste chinois en juin 1926. Lorsque la guerre sino-japonaise éclate en 1937, il se déplace beaucoup, et fait paraître le quotidien Sauvons notre Nation de l'assujettissement (《救亡日报》), et ce durant trois ans. À la suite de l'incident de Wannan, il se réfugie à Hong Kong avec Zou Taofen et Fan Changjiang, d'où ils collaborent au journal économique Chinese Business View (《华商报》). Lors de l'ouverture de la guerre du Pacifique, il se déplace à nouveau, atteint Chongqing, où il anime la section culturelle de la cellule locale du parti communiste. En 1944, il se rend à Nanjing, Hong Kong, Shanghai, où il coordonne les activités culturelles des sections locales du Parti. Il prend le poste de rédacteur en chef du Xinhua Daily (en) (《新华日报》), jusqu'en 1949.
Après la révolution de 1949, il est nommé membre du conseil municipal communiste de Shanghai en tant que responsable de l'unité de propagande. En 1950, il est nommé président de la fédération culturelle de Shanghai, et premier responsable du théâtre populaire de Shanghai. À partir de 1955, il occupe successivement plusieurs postes au ministère de la culture, vice-ministre, vice-président de la fédération culturelle chinoise, vice-président de l'association des amitiés étrangères.
Du fait de la révolution culturelle, il subit le "Youdou", vexation publique durant laquelle il doit porter des chapeaux ridicules et être affublé d'inscriptions désobligeantes, et on lui casse les deux Jambes. Il passe à la fin des années 1960 huit ans et sept mois en prison. Il est finalement libéré en juillet 1975.
En 1979, il est élu président de l'association chinoise de cinématographie. En 1989, le ministère de la Culture l'honore pour l'ensemble de sa carrière des arts en scène en Chine. En 1995, il est désigné par le Conseil d'État "meilleur contributeur pour l'art cinématographique devant la Nation".
Il meurt à Pékin le 6 février 1995. Selon ses dernières volontés, ses cendres sont dispersées dans le fleuve Qiantang.

## Œuvres
Il fonde dans les années 1930 la société d'art dramatique de Shanghai, et fut alors un des meneurs de la ligue des dramaturges de gauche chinois. Ses pièces font alors partie du mouvement dit du "théâtre de défense nationale". En 1935, alors qu'il se cache deux mois durant dans un appartement pour échapper au Kuomintang, il écrit sa principale pièce d'alors, Sai Jinhua, inspirée de la vie de la courtisane Sai Jinhua, pièce qui est considérée comme le chef-d'œuvre du mouvement.
Entre 1935 et 1937, Xia Yan crée beaucoup, achevant deux pièces d'un acte, ainsi que le drame historique Qiu Jin et le documentaire L'Apprenti. 1937 est également l'année de Sous les toits de Shanghai. Durant la guerre de résistance, il écrit les pièces La Défense du cœur en 1940, et Le Virus du fascisme, écrite à Chongqing et parue en 1944.
De ses études, les critiques retiennent qu'il puise son inspiration chez les intellectuels japonais de gauche, ainsi que chez Tchekhov.

### Théâtre
- 1935 - Sai Jinhua (《赛金花》)
- 1937 - Qiu Jin (《秋瑾》)
- 1937 - L'Apprenti (《包身工》)
- 1937 - Sous les toits de Shanghai (《上海屋檐下》 - Traduit du chinois par Rébecca Peyrelon). Paris : Éditions You-Feng, 2001.
- 1940 - La Défense du cœur (《心防》)
- 1944 - Le Virus du fascisme (《法西斯细菌》 - Traduit du chinois par Rébecca Peyrelon). Paris : Éditions You-Feng, 2002.  (ISBN 2-84279-036-7).

### Cinéma
Comme réalisateur :
- Le Sacrifice du Nouvel An, adapté de l'œuvre de Lu Xun
- La Boutique de la famille Lin, adapté de l'œuvre de Ba Jin
- Le Jardin du repos, adapté de l'œuvre de Ba Jin

Comme scénariste :
- 1933 : Les Vers à soie du printemps

## Postérité
De nos jours, le prix Xia Yan de la littérature cinématographique est remis en son honneur.